# Kombinationstherapie
Unter einer Kombinationstherapie (ugs. "Kombitherapie") versteht man die Behandlung einer Erkrankung mit zwei oder mehr Therapien, zum Beispiel mehreren  Arzneistoffen aber auch Tumortherapien, bei denen gleichzeitig eine Strahlentherapie als auch eine Chemotherapie durchgeführt wird. Dabei können sowohl Arzneiformen (zum Beispiel Tabletten) verabreicht werden, die zwei oder mehr Arzneistoffe enthalten (ugs. "Kombipräparat") als auch mehrere Medikamente, die jeweils nur einen Arzneistoff enthalten. Dagegen werden Behandlungen, die nur einen Arzneistoff einsetzen, als Monotherapie bezeichnet.
Ein Beispiel für eine Kombinationstherapie ist die hochaktive antiretrovirale Therapie (HAART) bei HIV-Patienten. In der Tumortherapie wird als Kombination gleichzeitig eine Strahlentherapie als auch eine Chemotherapie durchgeführt.